# Poecilopsetta colorata
Poecilopsetta colorata (лат.) — вид лучепёрых рыб из семейства пецилопсеттовые (Poecilopsettidae) отряда камбалообразных.
Максимальная длина тела 17 см. В спинном плавнике 56—61 мягких лучей, в анальном плавнике 46—50 мягких лучей. Позвонков 38—39. Длина верхней челюсти укладывается 3—3,5 раза в длину головы. Обитают в Индо-Тихоокеанской области, от Бенгальского залива до Южно-Китайского моря и Индонезии. Донная тропическая рыба, встречается на глубине 214—800 м. Встречается редко, питается мелкими бентосными животными. Вид вне опасности, он безвреден для человека, объектом промысла не является.